# Eugen Velea
Eugen Velea (n. 23 februarie 1940 - d. 2002) a fost un ofițer de Securitate implicat în urmărirea unor personalități precum Doina Cornea, Nicolae Steinhardt, Dorin Tudoran, Paul Goma, Ioan Groșan. Potrivit Consiliul Național pentru Studierea Arhivelor Securității, Eugen Velea "a fost agent al poliției politice comuniste"
Între 1976 și 1988, a condus la Securitatea din județul Cluj serviciul 1/A, care se ocupa cu urmărirea disidenților. A colaborat îndeaproape cu personalități ale vieții culturale din România.
A fost trecut în rezervă la 26 martie 1988. La  evenimentele din 1989, Velea s-a prezentat la Securitatea din Cluj, după 17 decembrie 1989, cu rugămintea de a fi reactivat.